# Маврикий (Византийска империя)
Флавий Маврикий Тиберий Август (на латински: Flavius Mauricius Tiberius Augustus, на гръцки: Φλάβιος Μαυρίκιος Τιβέριος Αύγουστος), в историята познат още като Маврикий Тиберий, е император на Източната римска империя (Византия) през периода от 582 до 602 година. Той е сред най-способните военачалници заемали ромейския трон. Дълго време историците му приписват авторството на Стратегикон, византийски наръчник по военно изкуство и стратегия.
Маврикий (на арменски: Մավրիկ, Mavrig;) е един от най-важните управници в ранната византийска ера, а по време на неговото управление Източната Римска империя (Византия) се намира в кръгова отбрана срещу многобройни врагове по всички граници. Управлението на Маврикий е характерно с постоянно военно напрежение и икономически затруднения. Този период бележи края на добре документираната късна античност (основен източник е историкът Теофилакт Симоката), преди началото на Ранното средновековие.

## Персийска война и възкачване на трона
Маврикий произхожда от богата фамилия с арменски произход от Кападокия и е много успешен главнокомандващ, победител във войната с персите. През 574 г. Маврикий е издигнат от император Тиберий II за командир на столичната гвардия (comes excubitorum), а след 577 г. участва във Византийско-персийската война (572 – 591).
По време на войната със Сасанидската империя, Маврикий служи като главнокомандващ на източните армии след 579 година. Той постига голям успех и през 580 – 581 г. армията му навлиза във вътрешността на Персийската империя и достига югозападните брегове на Каспийско море (дн. Азербайджан). Година по-късно празнува триумф в столицата и се жени за Константина, дъщерята на император Тиберий Константин. Маврикий е осиновен от предшественика си, приема неговото име, става негов зет и го наследява след неговата смърт.
На 14 август 582 г. Маврикий Тиберий наследява тъста си. По това време той управлява банкрутирала империя, плащаща изключително високи данъци на аварите, с опустошени балкански провинции от славяните и във война със Сасанидска Персия.

## Управление

### Външна политика
Докато продължават Персийските войни, Византия губи все повече територии на запад. През 584 г. пада последната римска крепост в Испания – Кордоба, завладяна от вестготите. В Италия империята е принудена да признае независимото Лангобардско кралство. На Балканите няколко пъти има нахлувания: първо от аварите, които през 583 г. завладяват Сирмиум, а след това от славяните, опитващи се да превземат Тесалоника (586 г.) и Адрианопол (587 г.).
След известно затишие, Маврикий продължава войната с Персия в Месопотамия и Армения. През 586 г. ромейските войски побеждават персите при Дара. През 588 г. заплатите на войниците са намалени с една четвърт и това предизвиква бунтове в армията. Въпреки това ромеите се противопоставят успешно на персите още около две години, докато персийският шах Хормазд IV не е свален, а в Персия избухват междуособици (590/1 г.), от които Маврикий успешно се възползва, като дава на убежище Хосров II (февруари – март 590 г.). През 591 г. той му помага да се върне на престола. В знак на благодарност персийският шах се съгласява на отстъпки по границата, във византийска власт остават градовете Дара и Мартиропол.
Императорът помага на новия претендент да се задържи на власт, сключен е мир и съюз, и така войната с Персия е доведена до успешен край. На Византийската империя са преотстъпени Североизточна Месопотамия, по-голямата част от Западна Армения и част от Грузия (до столицата Тбилиси).
Успешният изход от изтощителната Византийско-персийската война (572 – 591) е блестящ успех за император Маврикий. Сключването на мир с Персия дава възможност на империята да отдели повече сили за отбрана на Балканите и Италия, в момент когато варварската опасност се засилва.

### Вътрешна политика
Маврикий започва военно-административна реформа като създава т.нар. Равенски екзархат и Африкански екзархат съответно в Италия и Северна Африка, начело с губернатор (екзарх) имащ едновременно военни и граждански правомощия. Тази кризисна мярка има за цел да задържи варварските настъпления на ромейска територия. Маврикий също така вероятно е възнамерявал да подели управлението на империята със синовете си, за да създаде управление, подобно на тетрархия.
В религиозно отношение императорът подкрепя ортодоксалното християнство, но е толерантен към монофизитите. Маврикий налага съюз между Арменската църква и Константинополската патриаршия. Наследник на патрициански сан, той поддържа близки отношения със старата латиноговореща земевладелска аристокрация. От друга страна, по времето на Маврикий гръцкият език започва все по-често се ползва като официален език в администрацията, тъй като масата от населението е гръцкоговорещо.
Въпреки военните победи, Маврикий не успява да овладее финансовата криза в империята, а икономическият упадък, породен от разорителните войни и варварски нашествия, както и въведените тежки данъци правят императора все по-непопулярен сред народа.

### Балканска политика
След втората половина на 6 век славяните започват да отсядат масово на юг от Дунав за постоянно. За кратко те завладяват голяма част от византийската територия и ромейската власт в Мизия, Илирик и Македония е само формална. Непревзети остават само големите градове. В същото време Аварския хаганат изисква плащане на разорителен данък, но неведнъж нарушава примирието и атакува Балканските земи на империята.
След като приключва войната с персите на изток император Маврикий предприема походи срещу варварите на Балканите, където са прехвърлени опитните ветерани от източния фронт, заедно с арменски подкрепления. През 592 г. е спряно плащането на данък на аварите, ромейските легиони възвръщат крепостта Сингидунум (дн. Белград) и прогонват славяните от Мизия. През 593/4 г. грабителските набези на славяните са отбити, а защитата на лимеса по Долен Дунав е възстановена. През 595 г. имперският флот предотвратява опита на аварите да пресекат Дунав и да нападнат Сингидунум, но варварите след това плячкосват в Далмация.
След кратък период на относително спокойствие и второстепенни схватки, в края на 597 г. аварите възобновяват атаките си на юг от Дунав. Въпреки частичният успех на ромейските сили през 598 г., аварският хан нахлува в Тракия чак до Аркадиопол, след което се оттегля поради появилата се епидемия. Маврикий сключва мир и се съгласява да плаща отново стария данък, но само за да спечели време. Преди края на същата година, легионите са прегрупирани и започват контраофанзива срещу аварите. В началото на 599 г. Маврикий нарежда на военачалниците Приск и Коментиол да пренесат бойните действия на север от Дунав. Ромейските армии пресичат Дунав при Виминациум и разбиват аварите на тяхната собствена територия, в равнините на Панония. След като опустошават вражеските земи, византийците се изтеглят на юг от дунавската граница. Същата стратегия се повтаря с успех през 601/2 г., когато братът на императора, куропалат Петър, побеждава славяните във Влахия и прогонва аварите отвъд Дунава. В Аварския хаганат избухват размирици и част от племената за кратко минават на византийска страна.

#### Метеж и сваляне
Поради финансови затруднения императорът отказва да плати откуп на аварите, държащи голям брой ромейски пленници (ок. 12 хил.), вероятно по-късно избити. След това войските получават от императора заповед да презимуват на вражеска територия, северно от Дунава, където самостоятелно да си набавят провизии, а междувременно снабдяването и заплатите им са спрени. Притиснати от непосилните условия, войниците от Дунавските армии се вдигат на бунт, провъзгласяват за император Фока, един нисш офицер, и тръгват към Константинопол. Тогава в столицата също избухват бунтове сред народа, а партията на зелените отваря вратите на града пред Фока. Изгубил контрол над армията, императорът се опитва да избяга, но е заловен. Маврикий е обезглавен, като преди това шестимата му синове са екзекутирани по същия начин (27 ноември 602).